# 佐賀スプリングカップ
佐賀スプリングカップ（さがスプリングカップ）は、佐賀県競馬組合が佐賀競馬場ダート1800mで施行する地方競馬の重賞競走である。正式名称は「エフエム佐賀杯 佐賀スプリングカップ」。
エフエム佐賀が優勝杯を提供している。

## 概要
2018年度の番組改編において新設された重賞競走。佐賀競馬所属の古馬による春の中距離重賞である。なお、古馬路線の競走ではあるが、出走条件は第1回から3歳以上で施行されている。

### 条件・賞金（2025年）
条件
サラブレッド系3歳以上オープン、佐賀所属
負担重量
定量（3歳54kg、4歳以上56kg、牝馬2kg減）
賞金額
1着400万円、2着140万円、3着80万円、4着60万円、5着40万円、着外8万円。
副賞
エフエム佐賀社長賞、佐賀県開拓畜産事業協同組合代表理事長賞、佐賀県馬主会会長賞、佐賀県知事賞、佐賀県競馬組合管理者賞。

## 歴代優勝馬
全て佐賀競馬場ダート1800mで施行。
| 回数  | 施行日        | 優勝馬           | 性齢 | 所属 | タイム | 優勝騎手 | 管理調教師 | 馬主      |
| ----- | ------------- | ---------------- | ---- | ---- | ------ | -------- | ---------- | --------- |
| 第1回 | 2018年5月13日 | キングプライド   | 牡6  | 佐賀 | 1:53.7 | 川島拓   | 土井道隆   | 深川一清  |
| 第2回 | 2019年5月12日 | グレイトパール   | 牡6  | 佐賀 | 1:54.7 | 鮫島克也 | 川田孝好   | 高野哲    |
| 第3回 | 2020年4月26日 | キングプライド   | 牡8  | 佐賀 | 1:55.9 | 川島拓   | 土井道隆   | 深川一清  |
| 第4回 | 2021年5月9日  | パイロキネシスト | 牡9  | 佐賀 | 1:58.0 | 真島正徳 | 真島元徳   | 平井裕    |
| 第5回 | 2022年4月24日 | パイロキネシスト | 牡10 | 佐賀 | 1:58.6 | 飛田愛斗 | 真島正徳   | 平井裕    |
| 第6回 | 2023年5月14日 | リュウノシンゲン | 牡5  | 佐賀 | 1:56.8 | 山田義貴 | 山田徹     | SRE（同） |
| 第7回 | 2024年5月19日 | テイエムフェロー | 牡5  | 佐賀 | 1:57.4 | 金山昇馬 | 平山宏秀   | 竹園正繼  |
| 第8回 | 2025年5月18日 | ビキニボーイ     | 牡5  | 佐賀 | 1:56.0 | 山口勲   | 東眞市     | 小林祥晃  |

### 各回競走結果の出典
- 佐賀スプリングカップ 歴代優勝馬 - 地方競馬全国協会
- JBISサーチ
  - 2018年、2019年、2020年、2021年、2022年、2023年、2024年、2025年